# Enea Mihaj
Enea Mihaj (gr. Ενέα Μιχάι; ur. 5 lipca 1998 w Rodos) – albańsko-grecki piłkarz, występujący na pozycji obrońcy w portugalskim klubie FC Famalicão oraz w reprezentacji Albanii. Uczestnik Mistrzostw Europy 2024.

## Statystyki

### Klubowe
Na podstawie:
| Klub            | Sezonów | Liga               | Liga  | Liga   | Puchar krajowy | Puchar krajowy | Kontynentalne | Kontynentalne | Suma  | Suma   |
| Klub            | Sezonów | Liga               | Mecze | Bramki | Mecze          | Bramki         | Mecze         | Bramki        | Mecze | Bramki |
| --------------- | ------- | ------------------ | ----- | ------ | -------------- | -------------- | ------------- | ------------- | ----- | ------ |
| Panetolikos GFS | 3       | Superleague Ellada | 45    | 0      | 4              | 0              | –             | –             | 49    | 0      |
| PAOK FC         | 3       | Superleague Ellada | 23    | 1      | 4              | 0              | 7             | 0             | 34    | 1      |
| FC Famalicão    | 2       | Primeira Liga      | 32    | 2      | 10             | 0              | –             | –             | 42    | 2      |
|                 | Łącznie | Łącznie            | 100   | 3      | 18             | 0              | 7             | 0             | 125   | 3      |

### Reprezentacyjne
Na podstawie:
| Rok     | Rozgrywki                 | Mecze | Gole | Kartki |
| ------- | ------------------------- | ----- | ---- | ------ |
| 2018    | Liga Narodów UEFA 2018/19 | 1     | 0    |        |
| 2020    | Liga Narodów UEFA 2020/21 | 3     | 0    |        |
| 2021    | Eliminacje MŚ 2022        | 3     | 0    |        |
| 2022    | Liga Narodów UEFA 2022/23 | 2     | 0    |        |
| 2023    | Eliminacje EURO 2024      | 1     | 0    |        |
|         |                           |       |      |        |
|         | Mecze towarzyskie         | 9     | 0    | x0     |
| Łącznie | Łącznie                   | 19    | 0    | x0     |

## Sukcesy
Na podstawie:

### Klubowe
- Puchar Grecji 2020/21